# Palliduphantes margaritae
Palliduphantes margaritae är en spindelart som först beskrevs av Denis 1934.  Palliduphantes margaritae ingår i släktet Palliduphantes och familjen täckvävarspindlar.
Artens utbredningsområde är Frankrike. Inga underarter finns listade i Catalogue of Life.